# Verliebt in Dich
Verliebt in Dich war der deutsche Beitrag zum Eurovision Song Contest 1995. Das Lied wurde von dem Ehepaar Glen und Cheyenne Stone gesungen, die als Musikgruppe Stone & Stone auftraten. Geschrieben wurde das deutschsprachige Lied von Cheyenne Stone.

## Liedinhalt
Das Lied selbst ist eine religiöse Ballade, in der beschrieben wird, wie sich ein Mensch Gott zuwenden kann.

## Hintergrund
Im Jahr 1995 gab es für den deutschen Grand-Prix-Beitrag keine Vorentscheidung, stattdessen wurde die Musikgruppe Stone & Stone intern ausgewählt. Glen Stone hatte bereits 1989 das Lied Wunderland für die Sängerin Canan Braun komponiert, das beim deutschen Vorentscheid des Jahres 1989 mit 2.570 Punkten den 5. Platz belegt hatte. 1993 konnte das Duo Stone & Stone mit dem Lied I Wish You Were Here einen kleineren Erfolg feiern. Für Stone & Stone war dieser Titel der erste deutschsprachige Titel ihrer Karriere. Es wurde jedoch auch eine englische Version des Lieds unter dem Titel I Realized It's You veröffentlicht.

## Eurovision Song Contest: Ergebnis und seine Folgen
Das Lied erreichte den 23. und letzten Platz beim Eurovision Song Contest und konnte nur einen Punkt aus Malta erhalten. Die Folge dieses Ergebnisses war, dass sich das Duo auflöste. Anschließend konnte sich der deutsche Beitrag Planet of Blue vom Sänger Leon nicht für das Finale des Eurovision Song Contest 1996 qualifizieren.